# أوفير مزراحي
أوفير مزراحي (بالعبرية: אופיר מזרחי‏) هو لاعب كرة قدم إسرائيلي في مركز الهجوم، ولد في 4 ديسمبر 1993 في كريات موصقين في إسرائيل. شارك مع منتخب إسرائيل تحت 21 سنة لكرة القدم. أما مع النوادي، فقد لعب مع نادي هبوعيل إيروني كريات شمونة.

## وصلات خارجية
- أوفير مزراحي على موقع الاتحاد الأوربي (الإنجليزية)
- أوفير مزراحي على موقع قاعدة بيانات كرة القدم.إي يو (الإنجليزية)
- أوفير مزراحي على موقع Soccerway.com (الإنجليزية)
- أوفير مزراحي على موقع AS.com (الإسبانية)